# Oorschelp

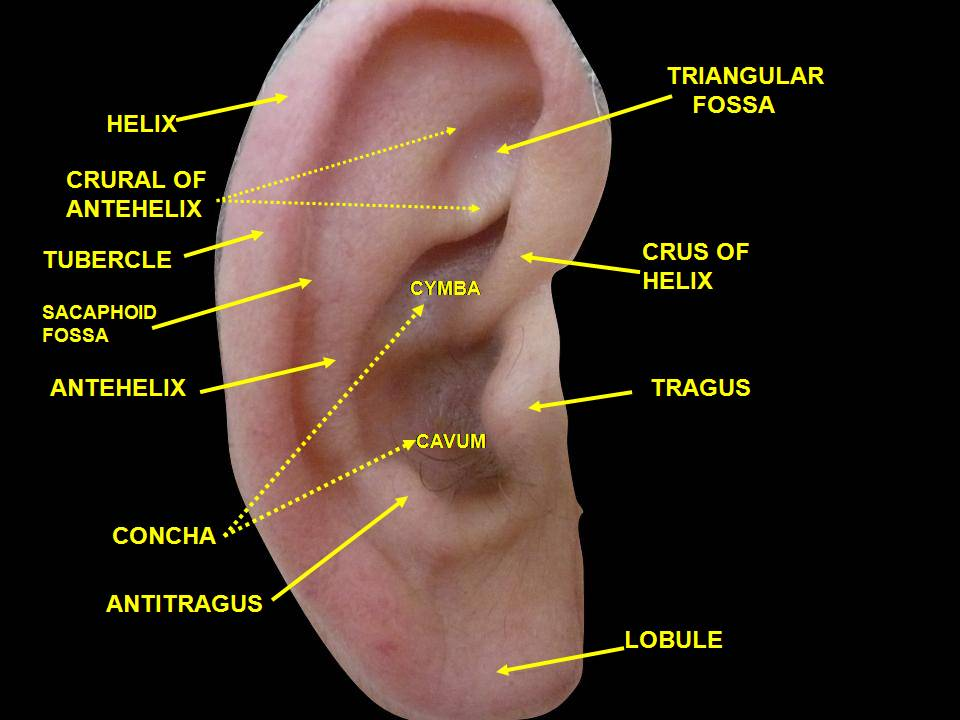
Oorschelp: de belangrijkste onderdelen zijn helix, anthelix, lobulus (oorlel), concha en tragus

De oorschelp (wetenschappelijke naam: pinna of auricula) is een uitwendig deel van het gehoororgaan. Bij vele zoogdieren is de oorschelp beweeglijk en kan het dier door met de oorschelp te bewegen de richting waarin het beste gehoord wordt beïnvloeden. De meeste mensen kunnen met de oorspieren hun oorschelp helemaal niet bewegen, enkelen kunnen dat wel, maar de beweging is zo gering dat deze geen invloed heeft op het richtinghoren.
Hoewel oorschelpen vrijwel niet kunnen bewegen, kunnen onze hersenen toch achterhalen waarvandaan een geluid komt, het zogenaamde richtinghoren. Met behulp van zijn twee oren kan een mens waarnemen of een geluid van links of rechts komt. De vorm van de oorschelpen helpt met het onderscheid maken tussen geluiden van voor of achter en geluiden van boven of onder.
Een oorschelp is even uniek als de vingerafdruk waardoor de oorschelpafdruk gebruikt kan worden voor biometrie of door de politie gebruikt kan worden om iemand op te sporen.
Tegenwoordig laten steeds meer mensen een oorring of oorknopje als versiering in de oorlel plaatsen, Hiervoor moeten gaatjes worden gemaakt (piercing).

## Sensibele innervatie
De sensibele innervatie van de oorschelp is van zeer gecompliceerde aard, met bijdragen van zowel spinale zenuwen als meerdere hersenzenuwen.
De nervus vagus innerveert op algemeen somatisch afferente wijze, voor pijn- en temperatuurgewaarwording, een deel van de buitenste gehoorgang en een deel van de oorschelp. De informatie die deze zenuwtakjes krijgen is somatisch en schakelt in het ganglion jugulare (het bovenste ganglion van de twee vagale sensibele ganglia). Deze zenuwtakjes, die van de ramus auricularis komen innerveren ook het dorsale en caudale deel van het trommelvlies en krijgen, hoewel dit minder belangrijk is, vezels van de nervus glossopharyngeus en nervus intermedius (van het intermediofacialiskoppel) mee.
Ook de nervus facialis innerveert een klein gedeelte van de oorschelp, maar deze zenuw is vooral belangrijk voor het vervoeren van smaakvezels van het voorste 2/3e van de tong en innervatie van de mimische spieren. Veel belangrijker is de nervus mandibularis, een aftakking van de vijfde hersenzenuw, de Nervus trigeminus. Meer specifiek zal de nervus auriculotemporalis de overgebleven delen van de buitenste gehoorgang en de voorste oorschelp innerveren. Daarnaast innerveert deze zenuw ook nog het kaakgewricht op proprioceptieve wijze (spanning en druk in het gewricht worden gemeten), de huid ter hoogte van de slaap en voor parasympathische bezenuwing van de oorspeekselklier krijgt deze zenuw parasympathische postganglionaire vezels vanuit het ganglion oticum die oorspronkelijk van de nervus glossopharyngeus (de precieze weg naar de oorspeekselklier is complex, en omvat een anastomose met takken van de nervus facialis.